# 小行星474640
小行星474640（474640 Alicanto）是一個獨立的極端外海王星天體。2004年11月6日，小行星474640由美國天文學家安德魯·貝克（Andrew C. Becker）在智利托洛洛山美洲天文台發現。
小行星474640與太陽的距離從未小於47天文單位（靠近柯伊伯帶的外緣），平均距離太陽超過300天文單位，巨大偏心率強烈表明該天體在引力作用下散射到當前軌道。因為小行星474640像所有獨立天體一樣，處於海王星目前的引力影響範圍之外，所以如何形成這樣的軌道還無法解釋。小行星474640以智利神話中的夜行鳥阿利坎托命名。

## 外部連結
- New data about two distant asteroids give a clue to the possible "Planet Nine"
- Dos asteroides lejanos apoyan la hipótesis del Planeta Nueve
- 小行星474640 at AstDyS-2, Asteroids—Dynamic Site
  - Ephemeris · Observation prediction · Orbital info · Proper elements · Observational info
- NASA JPL小天體瀏覽器上的小行星474640